# Јеврејска дијаспора
Јеврејска дијаспора (хебр. תְּפוּצָה) или изгнанство (хебрејски: גָּלוּת gālūṯ; јидиш: golus) је расејавање Израелаца или Јевреја из њихове прадомовине (земље Израел) и њихово накнадно насељавање у друге делове света.
У танаху, термин изгнанство означава судбину Израелаца који су одведени у асирско прогонство из Краљевства Израела током 8. века пре нове ере и Јудејаца из Краљевства Јудеја који су одведени у Вавилонско ропство током 6. века пре нове ере. Док су били у изгнанству, Јудејци су постали познати као Јевреји (יְהוּדִים или Yehudim). Mordecai the Jew је прва библијски помињала термине.
Први изгнанство је асирско прогонство, протеривање из Краљевства Израела је започео Тиглат-Пилесар III од Асиријског царства 733 пре нове ере. Овај процес је довршио Саргон II уништењем краљевства 722. пре нове ере, закључујући трогодишњу опсаду Самарије коју је започео Шалманасар V. Следеће искуство изгнанства било је вавилонско ропство, у коме су делови становништва јудејског краљевства депортовани 597. пре нове ере, као и 586. пре нове ере Нововавилонско царство под влашћу Набукодоносор II.
Јеврејска дијаспора постојала је неколико векова пре пада Другог храма, а њихово становање у другим земљама већином није резултат принудне дислокације. Пре средине првог века нове ере, поред Јудеје, Сирије и Вавилоније, велике јеврејске заједнице постојале су и у римским провинцијама Сирије, Палестина, Египат, Крит и Киренаика, те у самом Риму; након опсаде Јерусалима 63. пре нове ере. Када је Хасмонејско краљевство постало протекторат Рима, емиграција се појачала. Регион је био организован као римска провинција Јудеја 6. века нове ере. Јудејско становништво побунило се против Римског царства 66. године нове ере у првом римско-јеврејском рату који је кулминирао опсадом Јерусалима 70. године. Током опсаде Римљани су уништили други храм и већи део Јерусалима. Овај преломни тренутак, уклањање симболичког средишта јудаизма и јеврејског идентитета, ограничило је многе Јевреје да преформулишу ново самоодређење и прилагоде своје постојање перспективи неограниченог периода расељења.
Године 132 нове ере, Бар Кохбин устанак је водио побуну против Хадријана, побуну повезану са преименовањем Јерусалима у Елија Капитолина. После четири године разорног ратовања, устанак је угушен, а Јеврејима је забрањен приступ Јерусалиму.
Током средњег века, услед све веће миграције и пресељења, Јевреји су се поделили у различите регионалне групе којима се данас генерално обраћају према две примарне географске групе: Ашкеназима северне и источне Европе и сефардским Јеврејима Иберије (Шпанија и Португалија), Северна Африка и Средњи исток. Ове групе имају паралелне историје које деле многе културне сличности, као и низ масакра, прогона и протеривања, попут протеривања из Енглеске 1290. године, протеривања из Шпаније 1492. и из арапских и муслиманских земаља 1948—1973.